# 高澤光彦
高澤 光彦（たかさわ みつひこ、1955年 - 2019年8月30日）は、日本の美容師、教育者。一部の媒体では「高沢 光彦」とも表記されるが、同一人物である。美容室「PEEK-A-BOO」の創設メンバーの一人であり、元は同社の副社長、教育統括本部長、ヘッド・オブ・アートディレクターを務めた。
新潟県出身。1970年代から東京都内で美容師として活動し、ヴィダル・サスーンの理論を基にしたカット技術を日本に紹介したことで知られる。自身が提唱した技術や教育方針は、再現性を重視するヘアデザインの一手法として一部の美容業界に影響を与えたとされている。

## 略歴
高澤は1955年に新潟県で生まれた。真野美容専門学校を卒業後、1975年に川島文夫に師事し、ヴィダル・サスーンの理論に基づく技術を学んだとされる。
1977年、東京都原宿に美容室「PEEK-A-BOO」が設立された際、その創設に参加したとされている。その後、同店舗を中心に美容師として活動しながら、店舗運営や技術教育にも関わった。
1980年代からはライブショーやセミナーを通じてカット技術の公開実演を行い、国内外での講習活動にも取り組んだ。
2006年には東京都中央区に「GINZA PEEK-A-BOO（現・並木通り店）」が開設され、高澤は同店舗に勤務したとされる。2015年には新たに開設された中央通り店に異動したことが報じられている。
2010年代には、銀座の3店舗を統括し、副社長として店舗運営や技術監修を担っていた。

## 人物と技術理念
高澤は、美容師としての出発点から一貫して川島文夫の薫陶を受けており、川島がロンドンより持ち帰ったヴィダル・サスーンの構造的カット理論に強い影響を受けている。カットにおける「黄金比」「フォルムバランス」「ウエイトポイント」といった概念を自身のスタイルに取り入れ、日本の美容技術における再現性と日常性を追求する姿勢は、サスーンの合理的な技術思想を基盤としているとされる。当たり前の技術を高いクオリティに昇華する「ハイクオリティスタンダード」という概念も提案。
『シンプルカットのすすめ』においては、3つの基本（前方、後方、床と平行に引く）に1つのラウンドレイヤーを加えた「3＋1」理論を紹介しており、誰が乾かしても形が決まる再現性の高さと、日々の使いやすさに重点を置いた技術スタイルを展開している。
特に大人の女性をターゲットにしたショートスタイルやボブスタイルの構築に定評があり、後頭部のフォルムや骨格補正を重視した立体的なデザインを得意としていた。
高澤のカットは、その再現性の高さで特に知られている。ライターの佐藤友美は、自著『女の運命は髪で変わる』執筆時のエピソードとして、「朝起きたとき、寝癖が一切ついておらず、サロン帰りのような状態になっている髪型」に驚いた経験を述べており、彼の技術を「形状記憶合金のような再現性」と評している。
またサロンワークでは、顧客に威圧感を与えず自然体で接する姿勢が多くの顧客や後進から支持され、「トップでありながら偉ぶらない人物」として知られていた。彼のデザインには「市井の人の生活」への敬意が込められており、「アートではなく日常のためのカット」を信条としていたとされる。

## 教育と後進育成
高澤は美容師としての活動と並行して、技術教育にも早くから取り組んだ人物として知られている。全国各地での技術講習会やセミナー、ライブカットイベントなどを通じて、後進の育成と技術共有に尽力した。
PEEK-A-BOOアカデミーの教育プログラム構築や、技術理論を解説した著書の執筆にも携わり、教育的な影響力を業界内に広げていった。また、日本の美容技術を海外に紹介する活動にも積極的で、2000年代以降は韓国・台湾・中国などアジア諸国を中心に講習活動を展開。銀座のサロンワークと並行して年間十数回の海外セミナーを行うこともあった。
審査員としての活動も多数あり、業界誌やメーカー、美容団体主催の技術コンテストなどで審査を担当。2006年には資生堂主催の「BEAUTY CONGRESS 2006」において審査員の一人として招かれている。2009年から2016年にかけては、ジャパン・ヘアドレッシング・アワーズ（JHA）の審査員を務めていたことが、公式記録から確認されている。
また、美容室チェーン「Ash」では、2015年より社内カットコンテスト「高澤光彦杯」が毎年開催されており、高澤自身も講師・審査員として関わっていたとされる。

## 著書
- 『シザーズカットをマスターする』（女性モード社、2000年）ISBN 978-4915259791
- 『カットテクニック (ヘアモード DVD テクニックライブ シリーズ)』（女性モード社、2002年）ISBN 978-4915259913
- 『進化するスタンダード』（女性モード社、2004年）ISBN 978-4902016178
- 『シンプルカットのすすめ』（髪書房、2008年）ISBN 978-4903070216
- 『「カット展開図」日本基準』（共著：井上和英・岡村享央、女性モード社、2010年）ISBN 978-4903070339
- 『シンプルデザインのすすめ』（髪書房、2013年）ISBN 978-4903070667
- 『「展開図」とベーシックカット』（共著：井上和英・岡村享央、女性モード社、2014年）ISBN 978-4903070742